# Östlicher Grauer Kuskus
Der Östliche Graue Kuskus (Phalanger intercastellanus) ist ein Beuteltier aus der Familie der Kletterbeutler (Phalangeridae), das auf der südöstlichen Halbinsel Papua-Neuguineas, sowie auf den D’Entrecasteaux-Inseln, den Trobriand-Inseln und auf dem Louisiade-Archipel vorkommt. Auf Neuguinea liegt das Verbreitungsgebiet nördlich und südlich des Zentralgebirges und reicht von der südlichen Huon-Halbinsel und dem Markham-Tal im Nordwesten bis zur Spitze der südöstlichen Halbinsel. Wie der Südliche Graue Kuskus (Phalanger mimicus) galt der Östliche Graue Kuskus ursprünglich als Unterart des Grauen Kuskus (Phalanger orientalis) wird heute jedoch als eigenständige Art betrachtet.

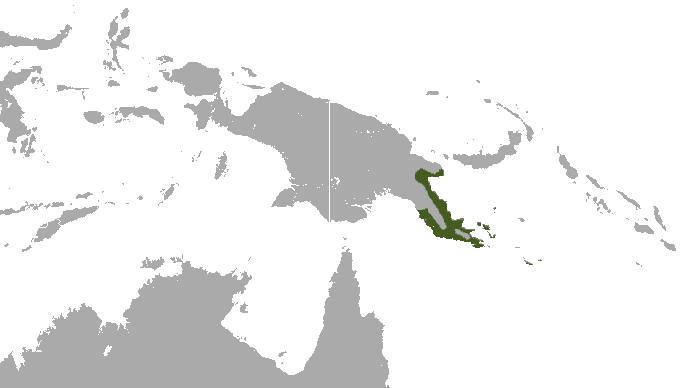
Verbreitungsgebiet

## Merkmale
Der Östliche Graue Kuskus erreicht eine Kopfrumpflänge von 35 bis 45 cm, hat einen 27,5 bis 32,5 cm langen Greifschwanz und erreicht ein Gewicht von 1,4 bis 2,2 kg. Er ist damit kleiner als der Nördliche Graue Kuskus, aber größer als der Südliche Graue Kuskus. Die Färbung des Östlichen Grauen Kuskus ist sehr variabel und kann weißlich, grau oder rotbraun sein. Männchen zeigen generell ein eher graues oder weißliches Fell, während Weibchen mehr grau bis bräunlich sind. In allen Fällen findet sich ein dunkler Streifen entlang der Rückenmitte und eine dunkle Schwanzspitze.

## Lebensraum und Lebensweise
Der Östliche Graue Kuskus kommt in primären und sekundären Regenwäldern von Meeresspiegelhöhe bis in Höhen von etwa 1250 Metern vor sowie in verwilderten Gärten. Wie alle Kuskus ernährt er sich vor allem von Blättern und Früchten. Über das Verhalten und die Fortpflanzung ist nur wenig bekannt. Zwillingsgeburten scheinen weniger häufig zu sein als beim Nördlichen Grauen Kuskus. Auf Kiriwina wurden Weibchen mit Jungtieren im Beutel im August beobachtet und auf Normanby sah man schon selbständige, etwa 250 g schwere Jungtiere im Dezember.

## Gefährdung
Die IUCN schätzt den Bestand des Östlichen Grauen Kuskus als ungefährdet (Least Concern) ein. Sein Verbreitungsgebiet ist relativ groß und die Tiere sind häufig und anpassungsfähig.

## Belege
1. 1 2 3 4  Kristofer Helgen & Stephen Jackson: Family Phalangeridae (Cuscuses, Brush-tailed Possums and Scaly-tailed Possum). In: Don E. Wilson, Russell A. Mittermeier: Handbook of the Mammals of the World – Volume 5. Monotremes and Marsupials. Lynx Editions, 2015, ISBN 978-84-96553-99-6, S. 491.